# Seznam představitelů Kyjova
Seznam představitelů Kyjova je chronologický seznam kyjovských primátorů (1548–1786), purkmistrů (1786–1850), starostů (1850–1945 a od roku 1990) a předsedů Městského národního výboru (1945–1990). 

## Primátoři (1548–1786)
- 1548?–1575 Václav Bzenecký starší († 1575)
- 1637 Jeroným Kulhánek
- 1649–1669 Václav Pinčura
- 1677–1693 Jiří Berounský
- 1694–1717 Daniel Polanský
- 1718–1723 Edmund Wendorf
- 1728 Jan Zelinka
- 1742?–1745? Jan František Filip († 23. listopadu 1757)

## Purkmistři (1786–1850)
- 1790?–1794? Jan Gattoni
- ?–1802 Tomáš Petula (radní, který dočasně převzal vedení města v době, kdy bylo bez purkmistra)
- 1802–1823 Fr. Sobotka († 1827)
- 1829–1835 Ant. Robert Najvar († 1845)[1]
- 1842–? Leopold Till

## Starostové (1850–1945)
- 1850–1857 Florián Schuppler
- 1857–1870 Johann Bartosch (1809–1876)[2]
- 1870–1873 Eduard Laznia (1820–1898)[3]
- 1875–1886 Emanuel Valenta (1822–1899)[4]
- 1886–1896 Karl Koch (1840–1911)[5]
- 1896–1903 JUDr. Josef Galusek (* 1854)[6]
- 1903–1915 MUDr. Severin Joklík (1857–1915) (LSPM)
- 1918–1919 JUDr. Karel Kozánek (1858–1941) (ČStD)
- 1919 MUDr. Josef Keller (od 15. června do 8. října 1919) (1868–1945)[7]
- 1920–1924 Josef Polášek (ČsND)
- 1924–1932 prof. František Tauchmann (1874–1944) (ČSNS)
- 1932–1938 František Říhovský (ČŽOSS)
- 1938–1942 Matěj Urban (1885–1942)
- 1942–1945 Ludvík Kalus (1895–1972)

## Předsedové Městského národního výboru (1945–1990)
- 1945–1946 František Gottwald (ČSSD)
- 1946 Jan Víšek (ČSNS)
- 1946–1948 Bedřich Vrtala (1895–1949) (ČSNS)
- 1948–1951 Martin Sládek (KSČ)
- 1951–1957 Amand Chobotský (* 1903) (KSČ)[8]
- 1957–1960 Jan Štangler (* 1924) (KSČ)
- 1960–1976 Radoslav Navrátil (KSČ)
- 1976–1986 Miroslav Marada (KSČ)
- 1986–1990 Jiří Vinca (1940–2023) (KSČ)[9]

## Starostové (od roku 1990)
- 1990 Ing. Dušan Kupka (pouze 8 dní)
- 1990–2005 Ing. Jan Letocha (* 1950) (KDU-ČSL)
- 2005–dosud Mgr. František Lukl (* 1977) (nestr. za Sedmadvacítka nezávislých)